# Кочио
Кочио (груз. კოჭიო, арм. Կաջո) — село в Грузии, на территории Ахалкалакского муниципалитета края (мхаре) Самцхе-Джавахети.

## География
Село находится в южной части Грузии, в пределах Ахалкалакского плоскогорья, на расстоянии приблизительно 18 километров (по прямой) к северо-северо-востоку от города Ахалкалаки, административного центра муниципалитета. Абсолютная высота — 1750 метров над уровнем моря.

## Население
По результатам официальной переписи населения 2014 года, в Кочио проживал 421 человек (211 мужчин и 210 женщин). В национальной структуре населения армяне составляли 99,5 %, грузины — 0,5 %.
| Год  | Население, человек |
| ---- | ------------------ |
| 2002 | 540                |
| 2014 | ↘ 421              |